# Северное (Курганская область)
Северное — деревня в Кетовском районе Курганской области России. Входит в состав Каширинского сельсовета.

## География
Деревня находится примерно в 5 км к северо-западу от центра сельского поселения села Каширино, на берегу озера Северное.

## Население
| 1989 | 2002 | 2010 |
| ---- | ---- | ---- |
| 33   | ↘28  | ↘25  |